# Яновський Олександр Лейбович
Яновський Олександр Лейбович (справжнє ім'я Соломон) (*13 травня 1935, Київ, УРСР, СРСР — †20 липня 2013, США) — радянський і український кінооператор, кінорежисер, сценарист.

## Біографічні відомості
Народився 1935 р. у Києві, в родині службовця. Закінчив операторський факультет Всесоюзного державного інституту кінематографії (1965).
Працював асистентом оператора і оператором Київської студії телебачення і «Київнаукфільму».
1994 р. емігрував до США.
Був членом Спілки кінематографістів України (1968—1994).

## Фільмографія
Операторські кінороботи:
- «Вічний вогонь» (1963)
- «Зустрінемось на мосту» (1964)
- «Коли приходить море» (1965)
- «День на Залізній землі» (1965)
- «Друзі і вороги» (1965)
- «Гімнастика» (1965)
- «Гімнаст» (1965) та ін.

В 1967—1994 рр. — оператор Київської кіностудії художніх фільмів, де зняв стрічки:
- «Ракети не повинні злетіти» (1964, 2-й оператор)
- «До міста прийшло лихо» (1966)
- «Великі клопоти через маленького хлопчика» (1967)
- «Експеримент доктора Абста» (1968)
- «Чи вмієте ви жити?» (1970)
- «Лише три тижні...» (1971, т/ф, 2 с)
- «Будинок із привидами» (1972, т/ф, 2 с)
- «Стара фортеця» (1972—1973, телесеріал, у спіават.)
- «Мустанг-іноходець» (1975)
- «Якщо ти підеш...» (1978)
- «Любаша» (1978, Приз XII Всесоюзного кінофестивалю в Ашхабаді, 1979)
- «Ранок за вечір мудріший» (1981)
- «Грачі» (1982)
- «Гонки по вертикалі» (1982, т/ф, 3 а)
- «Добрі наміри» (1984)
- «Звинувачується весілля» (1986)
- «Фантастична історія» (1988)
- «Нові пригоди янкі при дворі короля Артура» (1989, 2 с.)
- «Дамський кравець» (1990) та ін.

Режисер-постановник:
- «Єгорка» (1984, Кіностудія ім. М. Горького)